# Mikołaj Kwietniewski
Mikołaj Kwietniewski (Kielce, Polonia, 30 de abril de 1999) es un futbolista polaco que juega de centrocampista en el Sandecja Nowy Sącz de la II Liga de Polonia.

## Carrera
Mikołaj Kwietniewski comenzó en la cantera del Korona Kielce. En 2013 es traspasado a las categorías juveniles del Fulham F.C., ascendiendo hasta la categoría sub-23. El 25 de enero de 2018 es fichado por el Legia de Varsovia de la Ekstraklasa, firmando un contrato de tres años y medio con la entidad polaca. En el mercado de invierno de la temporada 2018/19 se marcha en condición de cedido al Bytovia Bytów de la I Liga de Polonia. A pesar de haber completado la pretemporada con el primer equipo del Legia, Kwietniewski sería nuevamente cedido en la temporada 2019/20, esta vez al Wisła Płock de la Ekstraklasa. En agosto de 2020 sería inscrito en las reservas del Legia, jugando en el segundo equipo del club varsoviano en la III Liga.
El 24 de julio de 2021 anunció su salida del Legia para incorporarse a la plantilla del Skra Częstochowa, recién ascendido a la segunda división polaca. Su estadía en la ciudad silesia fue bastante exitoso, jugando 30 partidos y marcando 2 goles. Kwietniewski atrajo el interés de un histórico del fútbol polaco, el Ruch Chorzów, que se hizo con los servicios del jugador en la temporada 2022-23. Con el Ruch disputó 18 partidos en la categoría de plata y, a pesar de haber ayudado en el ascenso del club a la máxima categoría después de siete años, al final de la temporada se hizo oficial su traspaso al Sandecja Nowy Sącz, que había descendido la pasada campaña a la II Liga.

## Carrera internacional
Kwietniewski ha sido convocado en varias ocasiones por la selección sub-19 polaca.